# Thymus praecox subsp. britannicus
Thymus praecox subsp. britannicus (чебрець британський) — підвид рослин родини глухокропивові (Lamiaceae), поширений у Ґренландії, Ісландії, Норвегії, Швеції, Великій Британії, Ірландії, Франції, пн. Іспанії, пн. Португалії.

## Опис
Це низькорослий повзучий чебрець. Листки різниться за кількістю волосяного покриву від гладкуватої до рідко покритої білими волосками або товсто покритою з обох поверхонь; краї війчасті (волохаті) або війчасті біля основи. Волосся листя може бути адаптацією до кліматичних умов.

## Поширення
Поширений у Ґренландії, Ісландії, Норвегії, Швеції, Великій Британії, Ірландії, Франції, пн. Іспанії, пн. Португалії.